# Ooh! My Soul
«Ooh! My Soul» (в переводе с англ. — «О! Моя душа»; иногда упоминается и в форме «Oh My Soul») — песня, написанная и впервые исполненная американским исполнителем Литлом Ричардом в 1958 году. Песня известна также благодаря кавер-версии, записанной группой «Битлз».

## Версия Литтла Ричарда
Оригинальное исполнение песни вышло в США сначала на одноимённом сингле (в мае 1958 года, с песней «True, Fine Mama» на стороне «Б»), а затем была включена во второй альбом Литтла Ричарда, озаглавленного его псевдонимом (в июле 1958 года). Песня получила определённую популярность, достигнув 31 позиции в хит-парадах США и 22 позиции — в Великобритании.

## Версия «Битлз»
Группа «Битлз» записала свою версию песни для 11-го выпуска радиопрограммы BBC «Pop Go The Beatles». Запись была произведена 1 августа 1963 года в Манчестере. Радиопрограмма с данной записью вышла в эфир 27 августа.
Версия «Битлз» получилась ещё более короткой (продолжительностью лишь в 01:37), чем динамичная версия Литла Ричарда. Вокальную партию исполнял Пол Маккартни, он же играл на бас-гитаре; Джон Леннон исполнял партию ритм-гитары, Джордж Харрисон — партию соло-гитары, Ринго Старр — партию ударных.
Запись «Битлз» была впервые опубликована в 1994 году на компиляционном альбоме Live at the BBC.